# Coussarea caroliana
Coussarea caroliana är en måreväxtart som beskrevs av Paul Carpenter Standley. Coussarea caroliana ingår i släktet Coussarea och familjen måreväxter. Inga underarter finns listade i Catalogue of Life.